# Institut national de technologie de Patna
 (novembre 2017).
L' Institut National de Technologie de Patna (NIT Patna), anciennement Bihar School of Engineering et de Bihar Collège de l'Ingénierie, est une école d'ingénieur située à Patna dans l'État indien de Bihar.

## Histoire

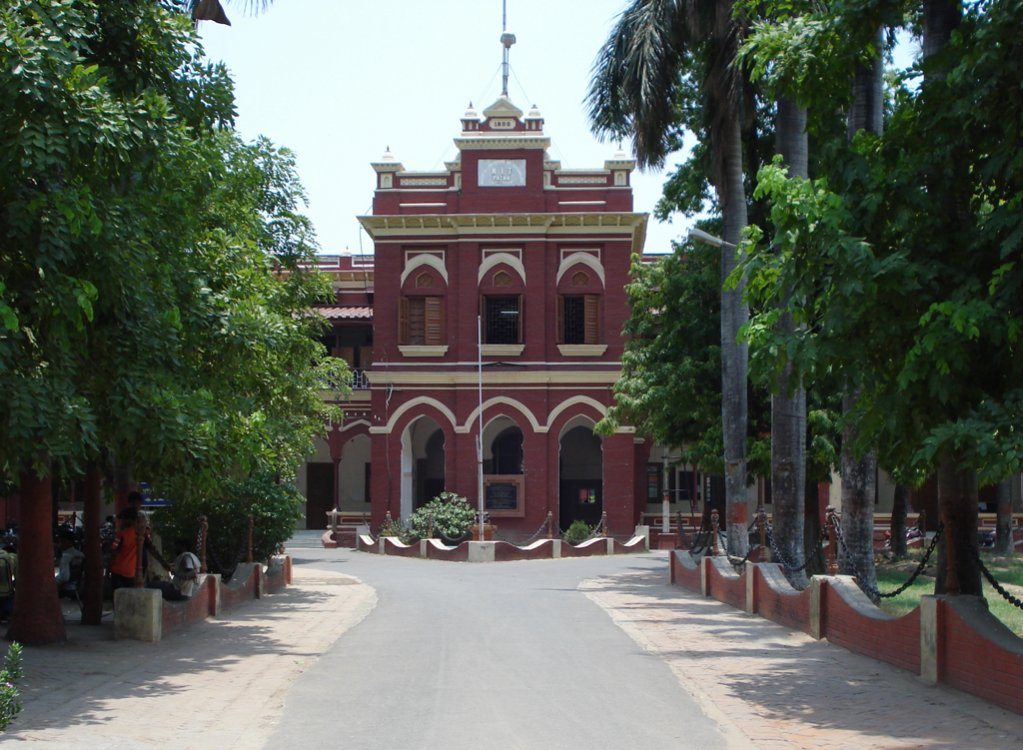
Bâtiment principal de NIT Patna

L'origine de NIT Patna date de 1886 avec la mise en place d'une enquête sur la formation et fut nommé faculté d'ingénierie de Bihar en 1900. En 2004, le gouvernement indien en fait un Institut National de Technologie (NIT).

## Installations

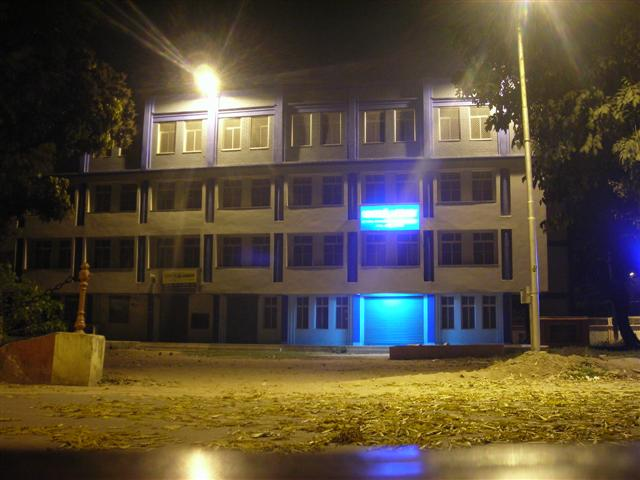
La bibliothèque centrale

- Bibliothèque centrale
- Centre informatique
- Salle de sport (non mixte)
- Restaurant universitaire
- Terrain de badminton
- Courts de squash
- Centre médical
- Terrain de football et de cricket

## Bibliothèque
L'institut possède une bibliothèque qui contient 1 500 000 livres. Elle est ouverte 10 heures par jour.

## Centre informatique
L'institut dispose d'un centre informatique avec 6 laboratoires d'informatique et de 2 salles de classe virtuelles.

## Départements universitaires
L'Institut comprend cinq départements d'ingénierie, à savoir le génie civil, informatique et ingénierie, génie électrique, électronique et communication et de l'ingénierie mécanique. En outre, il existe un département d'architecture ainsi qu'un département de physique, de chimie, de mathématiques et de sciences sociales et humaines.

## Événement sportif
Chaque année, en janvier, NIT Patna organise une semaine d'activités sportives avec des sports tels que le cricket, le football, le tennis de table, badminton, carambole. L’événement est géré par les étudiants.

## Anciens élèves
- Bindeshwari Dubey, Ancien ministre de Bihar
- Nitish Kumar, chef des ministres de Bihar
- Ratan Kumar Sinha, Président de la Commission de l'Énergie Atomique de l'Inde (AEC); Secrétaire, Département de l'Énergie Atomique (DAE)